# Akechi Mitsuyoshi
Akechi Mitsuyoshi (明智 光慶?; 1569 – 4 luglio 1582) è stato un samurai giapponese del periodo Sengoku, servitore del clan Akechi.

## Biografia
Figlio maggiore di Akechi Mitsuhide fu sconfitto assieme al padre nella battaglia di Yamazaki da Nakagawa Kiyohide e Dom Justo Takayama, dopo la quale commise seppuku.